# Koprivnik v Bohinju
Koprivnik v Bohinju este o localitate din comuna Bohinj, Slovenia, cu o populație de 214 locuitori.